# Hervormings- en Vernieuwingsbeweging
De Hervormings- en Vernieuwingsbeweging (HVB) is een politieke partij in Suriname. Aan de basis van de partij ligt de historische binding met Javanen in Suriname.
De partij is begonnen als politieke beweging binnen Pertjajah Luhur. De voorzitter van de beweging was Mike Noersalim, totdat hij in 2015 werd benoemd tot minister van Binnenlandse Zaken. Kort na de verkiezingen van 2015 stapte eerst Raymond Sapoen op uit de PL en meteen erna Diepak Chitan. Beide bleven aan als lid van De Nationale Assemblée. Noersalim zorgde in oktober als minister dat de groep over een eigen vestiging kon beschikken. In december werd hij door de PL geroyeerd als lid.
Er volgden een aantal rechtszaken met het doel beide parlementariërs terug te roepen. Terwijl drie rechtszaken de terugroeping bevestigden, nam DNA onder aanvoering van de Nationale Democratische Partij een nieuwe terugroepwet aan, waarmee Chitan en Sapoen hun zetel behielden.
Op 28 oktober 2017 werd de HVB officieel geproclameerd als politieke partij. Noersalim werd opnieuw voorzitter. De maximale zittingsperiode van een voorzitter is vastgelegd op tien jaar.
Ondertussen werd op 28 oktober 2017 de HVB officieel geproclameerd als politieke partij. De partij deed in acht districten mee tijdens de verkiezingen van 2020. Ze behaalde geen zetels in DNA, maar wel in ressorts en districtsraden in Saramacca. In 2021 keerde Chitan terug naar PL.